# Words of Concrete
Words of Concrete (WOC) ist eine Hardcore- / Beatdown-Band aus Dresden.

## Geschichte
Words of Concrete wurde 2009 in der sächsischen Landeshauptstadt Dresden gegründet und besteht aus Sänger Rob, dem Gitarristen Schofi, dem Bassisten Marv und Schlagzeuger Kilian.
Kurz nach der Bandgründung 2010 erschien mit „New Kidz on the Block“ eine Split-CD mit Delusions of Lunacy, die über BDHW Records veröffentlicht wurde. Nach einem Wechsel zu One Life One Crew Records erschien das Debütalbum „East German Cold“. Zwei Jahre später folgte das zweite Album „Between Home and Hell“, bevor die Band im Jahr 2014 aus persönlichen Gründen eine Zwangspause einlegte.
2017 kehrten sie zu BDHW zurück und veröffentlichten Ende des Jahres das Musikvideo „Ghettobeat 2.0“ aus dem kommenden Album „Negative Vibes“ (Frühjahr 2018). 
2018 wurde das Album „Negative Vibes“ über BDHW veröffentlicht, womit die Band auf Tour mit Nasty und anderen Größen ging.
Ein Jahr später pausierte Words of Concrete ihre musikalische Laufbahn aufgrund des Nachwuchses bei Rob, dem Sänger.
2023 stieß Moritz aka „Schofi“ als Gitarrist zur Band. Marvin, der zuvor Gitarre spielte, wechselte zum Bass. Zudem ist Words of Concrete keinem Label mehr zugehörig.

## Diskografie
- 2010: New Kidz on the Block (Split-CD mit Delusions of Lunacy, BDHW Records)
- 2011: East German Cold (Album, One Life One Crew Records)
- 2013: Between Home and Hell (Album, One Life One Crew Records)
- 2018: Negative Vibes (Album, BDHW Records)